# Михайловский (приток Свияги)
Михайловский — овраг и водоток в России, протекает в Ульяновской области. Левый приток Свияги.

## География
Водоток берёт начало у деревни Михайловка, где на нём образовано два пруда. Течёт на северо-восток. В низовьях заболочен. Устье водотока находится в 215 км по левому берегу реки Свияга. Длина водотока составляет 13 км, площадь водосборного бассейна — 49,2 км².

## Данные водного реестра
По данным государственного водного реестра России относится к Верхневолжскому бассейновому округу, водохозяйственный участок реки — Свияга от истока до села Альшеево, речной подбассейн реки — Волга от впадения Оки до Куйбышевского водохранилища (без бассейна Суры). Речной бассейн реки — (Верхняя) Волга до Куйбышевского водохранилища (без бассейна Оки).
Код объекта в государственном водном реестре — 08010400512112100002271.